# Понте Векио
Понте Векио (на италиански: Ponte Vecchio – Стар(и) мост) е покрит мост над река Арно във Флоренция, Италия.
Известен е с предимно бижутерските магазини, построени на него. Намира се между галерията „Уфици“ и двореца „Пити“.

## История
Мост на това място навярно има още през 4 век – в края на Римската империя. През 972 г. Понте Векио е дървен мост. През 1333 г. е разрушен от придошлите води на Арно.
През 1345 г. придобива днешния си вид на покрит мост с магазинчета. Над магазините преминава коридорът, наречен на името на Джорджо Вазари, който представлява картинна галерия.
Проектиран е от Вазари, за да подсигури безопасното преминаване на херцог Козимо I де Медичи от галерията „Уфици“ до Дворец „Пити“. Първоначално магазинчетата на моста са ползвани от занаятчии и месари, но през 1593 г. херцогът ги прогонва заради неприятните миризми, които се донасят оттам, и след тях се нанасят бижутерите.
По време на отстъплението на германците през август 1944 г. по време на Втората световна война Понте Векио не е разрушен, за разлика от другите мостове във Флоренция.

## Архитектура
Мостът се състои от 3 отделни арки. Централната е дълга 30 метра, а по-малките от двете ѝ страни са с дължина по 27 метра. Височината на свода им е между 3,5 и 4,4 метра.

## Любопитно
По средата на моста има бюст на Бенвенуто Челини. Там влюбените имат обичая да оставят катинарче, чието ключе хвърлят в реката, за да е вечна любовта им.